# بوکسلوند
بوکسلوند (به آلمانی: Böxlund) یک شهر در آلمان است که در اشلسویگ-فلنسبورگ واقع شده‌است. بوکسلوند ۱۰۵ نفر جمعیت دارد.